# William Blum
Pour les articles homonymes, voir Blum.
 (janvier 2013).
William Blum, né le 6 mars 1933 et mort le 9 décembre 2018 en Virginie, est un écrivain et journaliste américain, critique de la politique étrangère des États-Unis.

## Biographie
Fils d'immigrants juifs polonais, William Blum grandit à New York dans le quartier de Brooklyn et étudia la comptabilité. D'abord anti-communiste aspirant à devenir officier des services des affaires étrangères, il occupa au milieu des années 1960 un poste lié à l'informatique au Département d'État qu'il quitta en 1967 après avoir, selon lui, perdu ses illusions à la suite de la guerre du Viêt Nam, alors qu'il était auparavant anticommuniste.
Il devint un des fondateurs et des rédacteurs de Washington Free Press, premier journal « alternatif » dans la capitale. En 1969, il a écrit et publié un exposé sur la CIA où étaient révélés les noms et adresses de plus de 200 employés de l'Agence. Il a été journaliste indépendant aux États-Unis, en Europe et en Amérique du Sud. De 1972 à 1973, il a travaillé comme journaliste au Chili, où il a suivi l'« expérience socialiste » du gouvernement Allende. Au milieu des années 1970, il a travaillé à Londres avec l'ex-agent de la CIA Philip Agee ([réf. nécessaire]) et ses associés « à leur projet de mettre au jour le personnel de la CIA et ses méfaits ». Il gagne sa vie en écrivant et en faisant des conférences sur les campus des universités.
Son travail consacre une attention particulière aux agissements de la CIA (prétendant avoir dénoncé les noms et adresses de plus de deux cents membres de l'agence) et aux assassinats organisés. William Blum se considère lui-même comme socialiste et a soutenu les campagnes présidentielles de Ralph Nader.
À la fin des années 1980, William Blum se rend à Los Angeles pour travailler sur un documentaire sur la politique étrangère des États-Unis, adapté de son propre livre Killing Hope, en collaboration avec le cinéaste Oliver Stone ; mais ce projet n'aboutira pas.
William Blum est également l'auteur d'une lettre d'information mensuelle, The Anti-Empire Report.
En janvier 2006, Oussama ben Laden diffuse une annonce dans laquelle il cite Blum et recommande à tous les Américains de lire Rogue State: A Guide to the World's Only Superpower. Avant l'intervention de Ben Laden, le livre était classé 209 000e sur la liste des ventes d'Amazon. Le dimanche suivant, le livre se place en 12e position. À propos de Ben Laden, William Blum dit : « Je ne dirais pas que Ben Laden a été moins moral que Washington. » et il ajoute : « S'il partage avec moi une profonde aversion pour certains aspects de la politique étrangère des États-Unis, je ne vais certainement pas dédaigner sa reconnaissance de mon livre. Je pense que c'est une bonne chose qu'il partage ces opinions. », ce qui permet au journaliste américain pro-israélien Daniel Pipes d'écrire à son sujet un article intitulé « [William Blum et] La brigade gauchiste d'Al-Qaida ».

## Publications

### en anglais
- 1986 : The CIA: A Forgotten History (Zed Books)  (ISBN 0862324807)
- 2000 : Rogue State: A Guide to the World's Only Superpower (Common Courage Press)  (ISBN 1567511945)
- 2002 : West-Bloc Dissident: A Cold War Memoir (Soft Skull Press)  (ISBN 1567513069)
- 2003 : Killing Hope: U.S. Military and CIA Interventions Since World War II, édition révisée (Common Courage Press)  (ISBN 1567512526)
- 2004 : Freeing the World to Death: Essays on the American Empire (Common Courage Press)
- 2013 : America's Deadliest Export: Democracy - The Truth About US Foreign Policy and Everything Else (Zed Books)

### en français
- L'État voyou [« Rogue State: A Guide to the World's Only Superpower »], Parangon, 2002, 364 p. (ISBN 978-2841900756)
- Les Guerres scélérates [« Killing Hope: U.S. Military and CIA Interventions Since World War II »], Parangon, 2004, 544 p. (ISBN 978-2841901166)
- Mythes de l'Empire : La guerre US contre le terrorisme, Aden Belgique, 2004, 100 p. (ISBN 978-2-9304020-1-7)